# Notre-Dame-des-Champs (metropolitana di Parigi)
Notre-Dame-des-Champs è una stazione della linea 12 della metropolitana di Parigi.

## La stazione
La stazione venne aperta il 5 novembre 1910 e prese il nome dalla chiesa di Notre-Dame-des-Champs sita sul boulevard du Montparnasse.
Decorazioni con mattonelle di maiolica sono ancora oggi presenti sui timpani dei tunnel ad indicare le direzioni dei treni.
L'ingresso della stazione e le ceramiche delle decorazioni sono ancora oggi sullo stile originale della Société du chemin de fer électrique souterrain Nord-Sud de Paris che costruì le stazioni della linea 12.

## Interscambi
- Bus RATP - 58, 68, 82